# NGC 2354
NGC 2354 je otvoreni skup u zviježđu Velikom psu. 

## Vanjske poveznice
- SEDS: NGC 2354